# Augusta Wigert
Christina Maria Amalia Augusta Wigert, född 1824 i Stockholm, död 1862, var en svensk målare och tecknare. 
Hennes konst består av porträtteckningar i Maria Röhls stil och har utfört ett flertal porträtt med medlemmar av släkten Wigert. Hon var troligen syster till brukspatronen Carl August Wigert och dotter till den spanske konsuln August Wigert och Amalia von Hamm.  